# Humanismo Integral
Humanismo Integral é um idealismo retirado de um livro com o mesmo nome de Jacques Maritain, publicado em Paris em 1936, sob o nome original de «Humanisme intégral'»' por Fernand Aubier. Esta obra teve grande repercussão nos meios cristãos, notadamente os católicos.

## Doutrina Social da Igreja
Este conceito foi assumido pela Igreja Católica e feito parte da Doutrina Social da Igreja. O Papa Paulo VI considera este texto na bibliografia da Encíclica Populorum Progressio (n.º 42), afirmando a respeito de um humanismo que tenda ao Absoluto: "Tal é o verdadeiro e pleno humanismo que se há de promover".
Posteriormente o Papa João Paulo II em reiteradas ocasiões se referiu à necessidade de se promoverem os valores de um humanismo integral: "Como conseqüência, torna-se hoje tanto mais necessário e urgente propor os valores de um humanismo pleno, baseado no reconhecimento da verdadeira dignidade e dos direitos do homem, aberto à solidariedade cultural, social e econômica entre pessoas, grupos e nações, na consciência de que uma mesma vocação reúne toda a humanidade" (Mensagem para a XVII Jornada Mundial da Comunicações Sociais).
De sua parte, ele não somente confirmou essa declaração na sua encíclica Sollicitudo Rei Socialis (1987), comemorativa dos vinte anos da Populorum Progressio, mas converteu o conceito humanismo integral em parte substancial de sua preocupação pela questão cultural dos nossos tempos, "tema central de seu pontificado (…) João Paulo II tem servido como sentinela na tradição de Maritain; tem continuado os esforços de Maritain para estabelecer as bases intelectuais de uma teoria personalista da democracia e de um humanismo integral".
"O homem do humanismo cristão", diz Maritain, "sabe que a vida política aspira a um bem comum superior a uma mera coleção de bens individuais… que a obra comum deve tender, sobretudo, a melhorar a vida humana mesma, a fazer possível que todos vivam na terra como homens livres e gozem dos frutos da cultura e do espírito… aprecia a liberdade como algo que há de ser merecedor; compreende a igualdade essencial que há entre ele e os outros homens e a manifesta no respeito e na fraternidade; e vê na justiça a força de conservação da comunidade política e o requisito prévio que levando aos não iguais a igualdade, torna possível que nasça a fraternidade cívica".
Maritain propôs o ideal do "Humanismo Integral" ou da denominada "Nova Cristandade" desta forma: "Este novo humanismo, sem medida comum com o humanismo burguês e tanto mais humano quanto não adora ao homem, se não que respeita, real e efetivamente, a dignidade humana e reconhece direito às exigências integrais da pessoa, o concebemos orientado para uma realização sócio-temporal daquela atenção evangélica ao humano que deve não só existir na ordem espiritual, mas encarnar-se, tendendo ao ideal de uma comunidade fraterna."
Este conceito aparece como um aspecto chave da Doutrina Social da Igreja e no seu Compêndio publicado pelo Pontifício Conselho Justiça e Paz, no ano de 2004.